# Дроздова, Татьяна Васильевна
Татьяна Васильевна Дроздова (1918—1980) — советский геохимик, доктор геолого-минералогических наук (1974), лауреат премии имени В. И. Вернадского (1964).

## Биография
Родилась в 1918 году в Москве в семье служащих.
Окончила биологический факультет МГУ им. М. В. Ломоносова (1937—1943). В 1942 году в эвакуации, преподавала химию и биологию в средней школе в села Тургояк Челябинской области.
С 1943 по 1951 год работала в биохимической лаборатории ВНИИ хлебопекарной промышленности. С 1951 года в Институте геохимии и аналитической химии им. В. И. Вернадского АН СССР, с 1960 года старший научный сотрудник.
В 1957 году защитила кандидатскую, в 1974 году — докторскую диссертацию.
Тема научных исследований:
- изучение органического вещества остатков древних организмов в осадочных породах и также органического вещества современных морских осадках,
- изучение форм соединений металлов с ископаемым органическим веществом в углях и породах,
- образование высокополимерных соединений,
- миграция микроэлементов в породах и почвах.

## Премии
В 1966 году удостоена премии имени В. И. Вернадского АН СССР как соавтор монографии «Геохимия органического вещества» (премия учреждена в 1946 году Президиумом АН СССР и присуждалась 1 раз в 3 года за выдающиеся работы в области геохимии, биогеохимии, минералогии и кристаллографии).

## Публикации
- Дроздова Т. В. Манская С. М. и др. Связывание урана с гуминовыми кислотами и миланоидинами. Геохимия. № 4. 1956.
- Геохимия органического вещества [Текст] / С. М. Манская, Т. В. Дроздова ; [Вступ. статья акад. А. П. Виноградова] ; Акад. наук СССР. Ин-т геохимии и аналит. химии им. В. И. Вернадского. - Москва : Наука, 1964. - 315 с., 2 л. ил. : ил.; 22 см.
- Manskaya, S.M. and Drozdova, T.V., 1968. Geochemistry of organic substances. Translation into English and ed. by L. Shapiro and I.A. Breger. Pergamon press. Oxford, New York. pp 345.
- Дроздова Т. В. Манская С. М. и др. Значение природных органических соединений в концентрировании и миграции микроэлементов. Рига. 1059.
- Дроздова Т. В. Геохимия аминокислот. М. Наука. 1977. 199 с.